# サフダル・ジャング
サフダル・ジャング（ヒンディー語：सफ़्दरजंग, ウルドゥー語: صفدرجنگ, Safdar Jung, 1708年頃 - 1754年10月5日）は、北インドのアワド太守（在位：1739年 - 1754年）。ムガル帝国の宰相（ワズィール）でもある。

## 生涯

### 太守位就任まで
1708年頃、ミールザー・ムキーム・ハーンの息子として、イランのホラーサーン地方、ニーシャープールに生まれた。
同年に叔父のサアーダト・アリー・ハーンはイランからインドに移住し、ムガル帝国の貴族となっていたが、1723年にアブル・マンスール・ハーンもまたインドへと移住し、帝国に仕えるところとなった。この当時、イランのサファヴィー朝は極めて政情が不安定であり、ムガル帝国のほうがまだ安定していた。
1724年、アワド太守となっていたサアーダト・アリー・ハーンが任地で独立すると、アブル・マンスール・ハーンはアワドの副太守に任命された。
1739年3月19日、叔父であるアワド太守サアーダト・アリー・ハーンがナーディル・シャーによってデリーに監禁されたまま死亡し、息子なくして死亡したため、甥であるアブル・マンスール・ハーンが太守位を継承した。その際、彼はナーディル・シャーに対して、2000万ルピーの金を支払わなければならなかった。
とはいえ、アブル・マンスール・ハーンの太守位世襲に関しては帝国の皇帝ムハンマド・シャーにも認められ、「サフダル・ジャング（戦争の虎）」の称号も賜り、これ以降はこの称号で呼ばれるようになった。

### 治世と統治

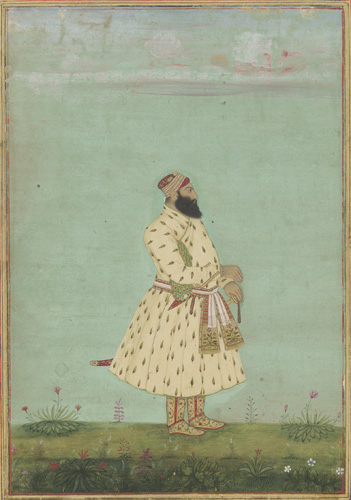
サフダル・ジャング

サフダル・ジャングの治世、アワドは長らく繁栄につつまれていた。のち、19世紀以降にアワドが疲弊したとき、人々はその時代を惜しんだという。
サフダル・ジャングは叔父のサアーダト・アリー・ハーン同様、反抗的なザミーンダールを鎮圧し、従順なザミーンダールは手名付けることに成功した。また、自国のラージプートやシャーフザーダからの忠誠も得ることに成功している。
また、サフダル・ジャングはローヒラー族やバンガシュ・パターンといった敵対するアフガン勢力とも対決を余儀なくされた。これらの戦いではマラーターとジャートから援軍を得ることに成功し、一日につき前者には2万5000ルピー、後者には1万5000ルピーを支払った。
サフダル・ジャングは公正な司法制度の組織にも力を入れた。官吏の登用に関してはサアーダト・アリー・ハーン同様、ヒンドゥーとムスリムを同様に扱っている。彼の政府における最高位の職は、ヒンドゥー教徒のマハーラージャ・ナワーブ・ラーイであった。

### ムガル帝国の宰相として

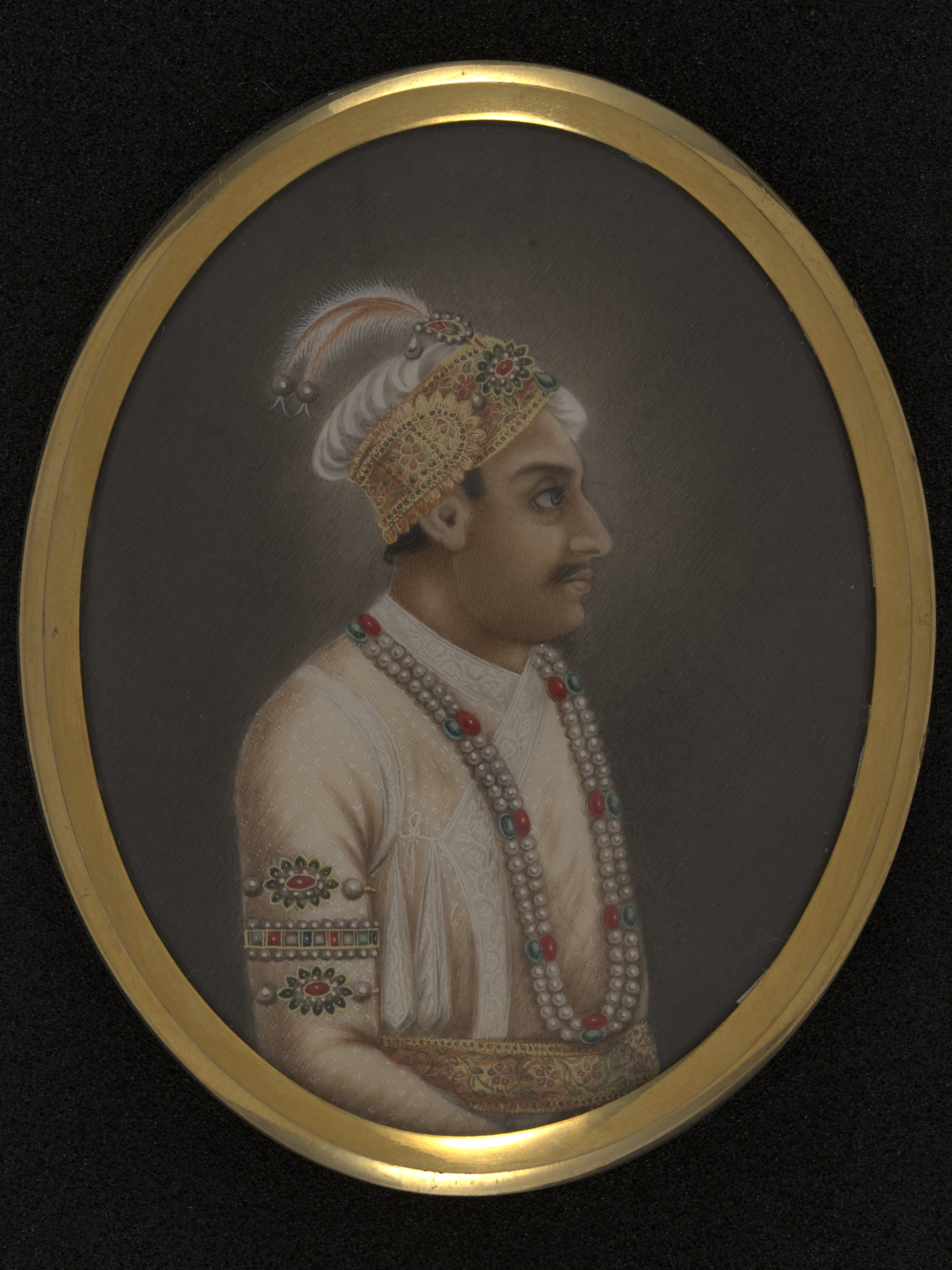
アフマド・シャー

1748年、ムガル帝国は南下するアフガニスタンのドゥッラーニー朝に領土を侵略され、デリーを脅かされた。サフダル・ジャングは皇帝ムハンマド・シャーの要請で、アワド軍をムガル帝国軍の援軍とし、3月に帝国の領土からドゥッラーニー朝アフガン軍を退けた（マヌープルの戦い）。
また、同年4月のムハンマド・シャーの死後、後を継いだ皇帝アフマド・シャーによって、サフダル・ジャングはムガル帝国の宰相に任じられた。また、アラーハーバードも直轄地として与えられた。
これにより、サフダル・ジャングはアワドの世襲をムガル帝国に認めさせ、アワド地方の支配とその正当性を確立した。彼はデリー（現ニューデリー）の領地に邸宅を構え、そこからムガル帝国の宮廷に出仕した。
サフダル・ジャングは宰相就任後、アフガン勢力ドゥッラーニー朝の勢力に対抗すべく、マラーター王国の宰相バーラージー・バージー・ラーオと協定を結んだ。これによれば、マラーターはアフマド・シャー・ドゥッラーニーとの戦いでムガル帝国に援助し、そのほかアフガン勢力やラージプートといったインド内で敵対する勢力から守る代わり、バーラージー・バージー・ラーオには500万ルピーを支払い、パンジャーブとシンド、北インドの数県からのチャウト徴収権、アーグラとアジメールの太守職が与えるというものであった。

### 宮廷の混乱と死

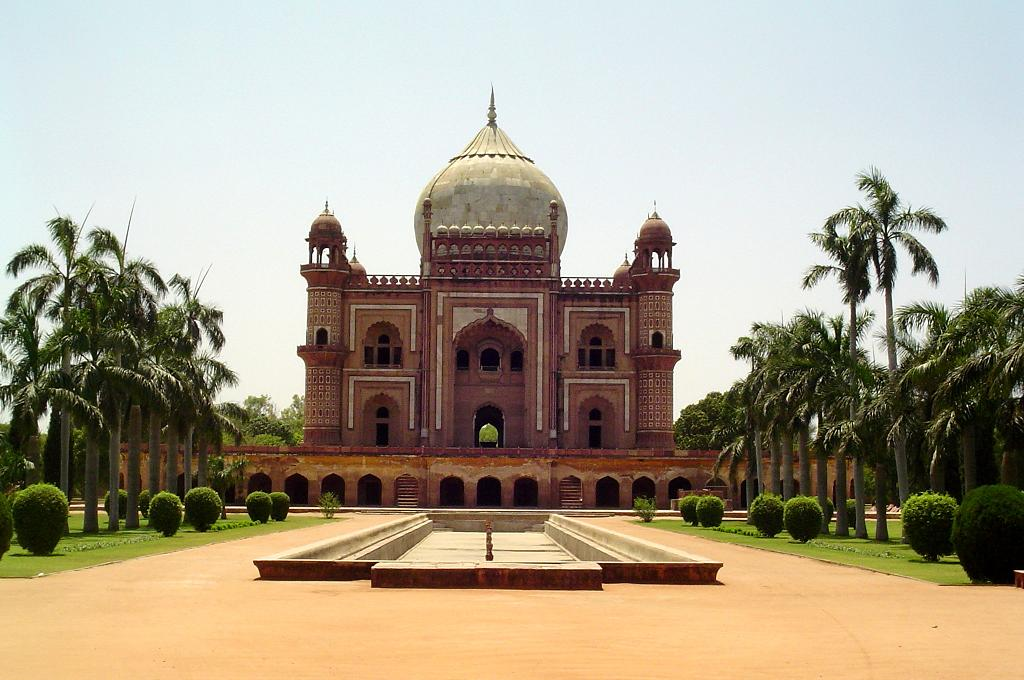
サフダル・ジャング廟

だが、サフダル・ジャングとバーラージー・バージー・ラーオの協定は破綻してしまった。1750年代、サフダル・ジャングは彼を中心とするイラン系貴族と、軍務大臣ガーズィー・ウッディーン（フィールーズ・ジャング2世）や、後宮監督官ナワーブ・ジャウド・ハーンといったトルコ系貴族との争いに巻き込まれた。
1752年8月、サフダル・ジャングはナワーブ・ジャウド・ハーンを暗殺したが、トルコ系貴族らよりも優位に立てず、1753年5月13日に彼は宰相職を解任され、帝都デリーからアワドに引き上げた。
1754年10月5日、サフダル・ジャングはスルターンプルで死亡し、デリー（現ニューデリー）の彼の領地に建てられたサフダル・ジャング廟に埋葬された。

## 人物
サフダル・ジャングは個人的に高い倫理水準を持った人物であり、有徳の士として有名で、彼は生涯でたった一人の妃しか愛さなかったという。彼が虚偽や陰謀、裏切りなどといった手段を用いたのは、公的な政治の場のみであった。
現在、ニューデリーにはサフダルジャング通り、サフダルジャング病院、インド帝国時代に建てられたサフダルジャング空港など、彼の名を冠した建築物が多数ある。